# Spiral - L'eredità di Saw
Spiral - L'eredità di Saw (Spiral: From the Book of Saw) è un film del 2021 diretto da Darren Lynn Bousman.
La pellicola, nono film della saga di Saw, è un reboot che si distacca dalle vicende della serie principale.

## Trama
Quando il Det. Ezekiel "Zeke" Banks, figlio dell'ex capitano della polizia, il Chief Marcus Banks, che, mal visto dai colleghi per aver denunciato il suo partner, il Det. Peter Dunleavy, per l'omicidio di Charles Emmerson, un uomo che voleva testimoniare contro un poliziotto corrotto, agisce da anni in solitaria, viene scoperto dai suoi colleghi portar avanti una missione sotto copertura senza aver avvisato nessuno, la sua capitana, la Chief Angela "Angie" Garza, gli assegna per la prima volta dopo anni un partner: la recluta William Schenk. 
Poco dopo Zeke, avvisato dal killer stesso attraverso videomessaggi e oggetti, della morte in trappole alla Jigsaw del suo amico, il Det. Marv "Boz" Bozwick (colpevole di molteplici false testimonianze che hanno causato la condanna di altrettanti innocenti; viene investito da un treno non riuscendo a staccarsi la lingua in tempo per evitarlo) e poi del Det. Fitch (colpevole, oltre di aver causato il ferimento di Zeke non intervenendo volutamente, anche se era il più vicino, ad una sua richiesta di rinforzi, anche di aver ucciso a sangue freddo un uomo fermato per una violazione del codice stradale solo perché l'aveva insultato; viene folgorato perché non si strappa le dita in tempo) ottiene, nonostante il disappunto della squadra e del padre, di indagarci con William. 
Quando poi a essere uccisi sono il Det. Schenk (viene scuoiato nel negozio per hobbies in cui Marcus Banks portava sempre il figlio) e la Chief Garza (colpevole di aver coperto la corruzione del suo dipartimento; viene ricoperta di cera bollente perché non è riuscita a recidersi la spina dorsale), Zeke inizia a sospettare sia di Dunleavy che del suo stesso padre ma non fa in tempo ad interrogarli che viene tramortito e portato in una fabbrica abbandonata dove anche Dunleavy e Marcus Banks sono stati attirati. 
Qui Zeke, nonostante i loro trascorsi gli abbiano causato la diffidenza dei colleghi, prova a salvare invano Dunleavy (viene ucciso da una macchina per tritare il vetro) per poi incontrare il killer che si rivela essere William Schenk, che, non è morto, e, in realtà, è il figlio dell'uomo ucciso da Dunleavy e che è entrato in polizia per epurarla dagli elementi corrotti. William chiede così a Zeke di diventare complici: Zeke identificherà i poliziotti corrotti e William li ucciderà; Zeke accetta ma a patto che lui liberi il padre e così William chiama rinforzi e poi porta Zeke dove si trova Marcus (colpevole con la Garza di aver coperto la corruzione del suo dipartimento) e spiega che, per impedire che il padre venga dissanguato dal meccanismo a cui è legato, Zeke dovrà usare l'ultimo proiettile rimastogli per centrare il bottone che blocca il meccanismo e lasciare quindi fuggire lui. 
Seguendo le istruzioni di William, Zeke spara il suo ultimo proiettile contro il bottone e non contro William ma ciò attiva un ulteriore meccanismo che porta i rinforzi appena arrivati a crivellare di colpi l'ex capitano Banks (l'uomo è legato a dei fili come una marionetta che fanno sembrare che punti volontariamente un'arma contro i poliziotti che gli sparano) mentre Zeke si arrende per non essere ucciso e William scappa soddisfatto.

## Produzione
I fratelli Spierig, registi di Saw Legacy si mostrarono interessati al progetto di un ulteriore film ma il loro coinvolgimento venne respinto. Il progetto venne ufficialmente annunciato il 16 maggio 2019 con l'attore comico Chris Rock protagonista, intenzionato ad esordire in un film horror. Rock è stato inoltre collaboratore alla sceneggiatura insieme a Stolberg e Goldfinger, mentre le riprese sono iniziate l'8 luglio seguente a Toronto, col titolo di lavorazione The Organ Donor, e sono terminate il 28 agosto 2019.

## Promozione
Il primo trailer del film viene diffuso il 5 febbraio 2020.

## Distribuzione
La pellicola, programmata inizialmente nelle sale cinematografiche italiane a partire dal 14 maggio 2020, ed in quelle statunitensi dal 15 maggio, è stata posticipata a causa della pandemia di COVID-19: negli Stati Uniti era stata rinviata al 21 maggio 2021 poi fissata al 14 maggio 2021, mentre in Italia dal 16 giugno 2021.

### Divieti
Negli Stati Uniti il film è stato vietato ai minori di 17 anni non accompagnati da adulti.

## Accoglienza

### Incassi
Nel primo fine settimana di programmazione nelle sale cinematografiche statunitensi il film si è posizionato al primo posto del botteghino incassando 8,7 milioni di dollari.

### Critica
Sull'aggregatore Rotten Tomatoes il film riceve il 38% delle recensioni professionali positive con un voto medio di 5,1 su 10 basato su 166 critiche, mentre su Metacritic ottiene un punteggio di 39 su 100 basato su 30 critiche.

## Sequel
Nel marzo 2021, ancora prima dell'uscita di Spiral nelle sale, viene annunciata la lavorazione e lo sviluppo del sequel, decimo film della serie, che seguirà direttamente le vicende di Spiral - L'eredità di Saw. Nel maggio del 2021 Bousman, già regista di altri episodi della saga, precisò che Spiral non è da considerarsi il nono seguito della serie principale e che Saw 9 e un possibile Saw X saranno progetti indipendenti da Spiral 2 e Spiral 3 e di un probabile Saw Legacy 2, e che inoltre un ulteriore seguito parallelo sotto forma di serie televisiva è in lavorazione.